# Benjamin Wörz
Benjamin Wörz (* 10. Juni 1990) ist ein österreichischer Handballspieler.

## Karriere
Wörz konnte bereits als Jugendspieler die erfolgreichen Jahre der HSG Raiffeisen Bärnbach/Köflach Anfang der 2000er Jahre beobachten. Mit der Jugend der HSG Remus (Heute – HSG Bärnbach/Köflach) wurde er mehrfach Österreichischer Jugendstaatsmeister.
2014 wechselte Wörz zur HSG Graz.

## HLA-Bilanz
| Saison  | Verein                          | Spielklasse | Tore |
| ------- | ------------------------------- | ----------- | ---- |
| 2008/09 | HSG Raiffeisen Bärnbach/Köflach | BLM         | 8    |
| 2009/10 | HSG Raiffeisen Bärnbach/Köflach | BLM         | 10   |
| 2010/11 | HSG Raiffeisen Bärnbach/Köflach | HLA         | 16   |
| 2011/12 | HSG Raiffeisen Bärnbach/Köflach | HLA         | 14   |
| 2012/13 | HSG Raiffeisen Bärnbach/Köflach | HLA         | 15   |
| 2013/14 | HSG Holding Graz                | BLM         | 26   |
| 2014/15 | HSG Holding Graz                | BLM         | 71   |